# اللغة الكتالونية
القَطَلُونِيَّة أو الكتالونية (Català) هي لغة رومانسية يتحدث بها نحو 10 ملايين شخصًا شرقي شبه الجزيرة الإيبيرية، في كل من كتالونيا، وبَلَنْسِيَة (حيث تدعى اللغةَ البلنسيَّة)، جزر البليار، شريط أرغونة [الإنجليزية]، وأندُرَّة.
هي اللغة الرسمية الوحيدة لإمارة أندرة ولغة رسمية إلى جانب الإسبانية في كل من منطقتي قطلونية وبلنسية ذواتي الحكم الذاتي.

## الانتشار
وينتشر استخدام اللغة القطلونية في قسم من الأراضي الإسبانية والأوروبية، وهي:
- منطقة كتالونيا في إسبانيا
- جزر البليار في إسبانيا
- منطقة بلنسية في إسبانيا
- الجزء الشرقي من منطقة أرغونة (الشريط) في إسبانيا
- القرش (منطقة مرسية) في إسبانيا
- أندرة: تعتبر اللغة القطلونية اللغة الرسمية للدولة
- البرانس الشرقية في فرنسا
- مدينة ألغيرو في إيطاليا

يبلغ مجموع الناطقين بهذه اللغة 11.5 مليون نسمة.
اللُّغَة القطلونية هي لُغة إقليم قطلونية الذي يقع في شمال شرق المملكة الإسبانية وعاصمة هذا الإقليم هي مدينة برشلونة ثاني كبريات المدن الإسبانية بعد العاصمة مدريد. وتعتبر القطلونية هي اللُّغة الرّسميّة لهذا الإقليم الذي يتمتع بالحكم الذاتي، بالإضافَة إلى اللُّغَة الإسبانية التي هي اللغة الرسمية للمملكة الإسبانية الفدرالية. وينتشر استخدام اللغة القطلونية في قسم كبير من الأراضي الإسبانية مثل جُزُر البليار التي تقع في البحر الأبيض المتوسط شرق إسبانيا وإقليم قطلونية بالضبط والأجزاء الشمالية لإقليم بلنسية ذاتي الحكم الذي تعتبر اللغة البلنسية هي اللغة الرسمية فيه وفي جُزء من إقليم أراغون ذاتي الحكم الذي تعتبر اللغة الرسمية فيه هي اللغة الأراغونية وفي دولة أندورا التي تقع بين الحدود الإسبانية الفرنسية التي تعتبر اللُّغة القطلونية فيها هي اللغة الرسمية الوحيدة، وفي منطقة بجَنُوب فرنسا تسمّى قطلونية الشّماليّة وأيضا في مدينة إيطاليّة اسمها L'Alger أي أنه في منطقة مساحتها 68.000 كم مُربع يبلغ مجموع الناطقين بهذه اللُّغة حوالي 11 مليون نسمة.

## التوزع الجغرافي

### الأقاليم الناطقة بالقطلونية
| قطلونية الشمالية قطلونية ألغيرو شريط أرغونة منطقة بلنسية القرش سردانية أرغونة مرسية فرنسا أندرة الجزائر الشرقية |

أحياناً يُستخدم مصطلح دول قطلونية (Països Catalans) للإشارة إلى الأقاليم الناطقة باللغة القطلونية، وتمثل مجموعة تقوم على التراث المشترك والتقارب الثقافي فيما بينها، وما يتبعه من تفسير سياسي لم يحصل على اعتراف رسمي. قد تتضمن التفسيرات العديدة للمصطلح بعض أو جميع تلك المناطق.
| الدولة  | الأقليم          | الاسم القطلوني       | ملاحظات |
| ------- | ---------------- | -------------------- | --- |
| أندورا  | أندرة            | Andorra              | دولة ذات سيادة تعتبر القطلونية لغة وطنية واللغة الرسمية الوحيدة. يتحدث الأندوريين متغيّر غربي قطلوني.                                                                  |
| فرنسا   | قطلونية الشمالية | Catalunya Nord       | وهو إحدى أقاليم البرانس الشرقية. |
| إسبانيا | قطلونية          | Catalunya            | يتحدث السكان في وادي أران (الواقع إلى الشمال الغربي من قطلونية) القسطانية وهي لغة محلية فضلاً عن القطلونية والإسبانية والفرنسية.                                       |
| إسبانيا | منطقة بلنسية     | Comunitat Valenciana | باستثناء بعض المناطق في الغرب والجنوب والتي كانت ناطقة بأراغونية/إسبانية منذ القرن الثامن عشر على الأقل. يُعرف المتغيّر القطلوني الذي يتحدثه السكان هناك باسم "بلنسية". |
| إسبانيا | الشريط           | La Franja            | تمثل جزءاً من منطقة أرغونة المتمتعة بالحكم الذاتي على وجه التحديد شريط على حدود قطلونية الغربية. تتألف من عدة مقاطعات.                                                 |
| إسبانيا | جزر البليار      | Illes Balears        | مؤلفةً من جزر مايوركا ومنورقة وإيبيزا وفرمنطيرة. |
| إسبانيا | إل كارتشيه       | El Carxe             | منطقة صغيرة من مرسية. جرى استيطانها في القرن التاسع عشر. |
| إيطاليا | ألغيرو           | L'Alguer             | مدينة بمقاطعة سسارة الواقعة على جزيرة سردانية. |

### عدد المتحدثين
| الإقليم                           | الدولة                            | قادر على الفهم 1 | قادر على التحدث 2 |
| --------------------------------- | --------------------------------- | ---------------- | ----------------- |
| كتالونيا                          | إسبانيا                           | 6,502,880        | 5,698,400         |
| منطقة بلنسية                      | إسبانيا                           | 3,448,780        | 2,407,951         |
| جزر البليار                       | إسبانيا                           | 852,780          | 706,065           |
| روسيون                            | فرنسا                             | 203,121          | 125,621           |
| أندورا                            | أندورا                            | 75,407           | 61,975            |
| لا فرانجا (أرغون)                 | إسبانيا                           | 47,250           | 45,000            |
| ألغيرو (سردينيا)                  | إيطاليا                           | 20,000           | 17,625            |
| إل كارتشيه (مرسية)                | إسبانيا                           | لا بيانات        | لا بيانات         |
| مجموع الأقاليم الناطقة بالقطلونية | مجموع الأقاليم الناطقة بالقطلونية | 11,150,218       | 9,062,637         |
| باقي العالم                       | باقي العالم                       | لا بيانات        | 350,000           |
| المجموع                           | المجموع                           | 11,150,218       | 9,412,637         |

1.^ عدد الأشخاص الذين يستطيعون فهم القطلونية تشمل على هؤلاء ممن يستطيعون تحدثها.
2.^ ترتبط الأرقام بجميع من يعلن أنه قادر على تحدث القطلونية، وليس من يحملها كلغة أم.

#### مستوى المعرفة
| المنطقة      | التحدث | الفهم | القراءة | الكتابة |
| قطلونية      | 84.7   | 97.4  | 90.5    | 62.3    |
| منطقة بلنسية | 57.5   | 78.1  | 54.9    | 32.5    |
| جزر البليار  | 74.6   | 93.1  | 79.6    | 46.9    |
| روسيون       | 37.1   | 65.3  | 31.4    | 10.6    |
| أندورا       | 78.9   | 96.0  | 89.7    | 61.1    |
| لا فرانجا    | 88.8   | 98.5  | 72.9    | 30.3    |
| ألغيرو       | 67.6   | 89.9  | 50.9    | 28.4    |

(النسبة السكانية من السكان الذين يبلغون من العمر 15 سنة فما فوق).

#### الاستخدام الاجتماعي للغة
| المنطقة      | في بلادهم | خارج بلادهم |
| قطلونية      | 45        | 51          |
| منطقة بلنسية | 37        | 32          |
| جزر البليار  | 44        | 41          |
| روسيون       | 1         | 1           |
| أندورا       | 38        | 51          |
| لا فرانجا    | 70        | 61          |
| ألغيرو       | 8         | 4           |

(النسبة السكانية من السكان الذين يبلغون من العمر 15 سنة فما فوق).

#### لغة أم
| المنطقة      | عدد المتحدثين | نسبة مئوية |
| قطلونية      | 2,813,000     | 38.5%      |
| منطقة بلنسية | 1,047,000     | 21.1%      |
| جزر البليار  | 392,000       | 36.1%      |
| أندورا       | 26,000        | 33.8%      |
| لا فرانجا    | 33,000        | 70.2%      |
| روسيون       | 35,000        | 8.5%       |
| ألغيرو       | 8,000         | 20%        |
| المجموع      | 4,353,000     | 31.2%      |